# Maziljenje
Maziljenje je obredno dejanje polivanja dišavnega olja po glavi ali celotnem telesu osebe.
Razširjeno se izraz uporablja tudi za sorodna dejanja škropljenja, polivanja ali mazanja osebe ali predmeta s katerim koli odišavljenim oljem, mlekom, maslom ali drugo maščobo. Dišeča olja se uporabljajo kot parfumi in njihovo deljenje je dejanje gostoljubja. Njihova uporaba za uvedbo božanskega vpliva ali prisotnosti je zapisana že od najzgodnejših časov; maziljenje je bilo torej uporabljeno kot oblika zdravila, za katero so mislili, da je ljudi in stvari rešila nevarnih duhov in demonov, za katere se je verjelo, da povzročajo bolezni.
V sedanji rabi se maziljenje običajno uporablja za obredne blagoslove, kot je kronanje evropskih monarhov. To se nadaljuje s prejšnjo hebrejsko prakso, ki je najbolj znana pri maziljenju Arona za velikega duhovnika ter Savla in Davida s strani preroka Samuela. Koncept je pomemben za lik Mesija ali Kristusa (hebrejsko in grško za Maziljenca), ki se vidno pojavljata v judovski in krščanski teologiji in eshatologiji. Maziljenje – zlasti bolniško maziljenje – je lahko znano tudi kot maziljenje; maziljenje umirajočih kot del zadnjih obredov v katoliški cerkvi je včasih opredeljeno kot skrajno maziljenje.

## Ime
Glagol sedanjik izhaja iz danes zastarelega pridevnika maziliti, enakovrednega maziljen. Pridevnik je prvič izpričan leta 1303, izpeljan iz starofrancoskega enoint, pretekli deležnik enoindre, iz latinščine inung(u)ere, poostrena oblika ung(u)ere (mazititi) . Tako je sorodno z maziljenjem++.
Olje, ki se uporablja pri obrednem maziljenju, se lahko imenuje krizma (iz grščine χρῖσμα, khrîsma, maziljenje).

## Namen
Maziljenje je služilo in služi trem različnim namenom: velja za sredstvo za zdravje in tolažbo, kot znamenje časti in kot simbol posvetitve. Zdi se verjetno, da so uživali v njegovih zdravilnih namenih, preden je postal predmet obredne vere, vendar se zdi, da je navada nastala pred pisno zgodovino in arheološkimi zapisi, njene geneze pa je nemogoče z gotovostjo določiti.

### Zdravje
Uporablja se skupaj s kopanjem, mazilo z oljem zapre pore. Veljalo je, da preprečuje vpliv sonca in zmanjšuje potenje. Aromatična olja naravno prikrijejo telesne in druge neprijetne vonjave.
Uporaba olj in maščob se uporablja tudi kot tradicionalna medicina. V Svetem pismu je zapisano, da so oljčno olje nanašali na bolne in ga vlivali v rane. Znani viri izvirajo iz časov, ko je maziljenje že opravljalo versko funkcijo; zato so maziljenje uporabljali tudi za boj proti zlonamernemu vplivu demonov v Perziji, Armeniji in Grčiji. Maziljenje je bilo razumljeno tudi kot »zapečatenje« dobrote in upiranje pokvarjenosti, verjetno po analogiji z uporabo vrhnje plasti olja za ohranjanje vina v starodavnih amforah, njegovo kvarjenje pa je bilo običajno pripisano demonskemu vplivu.
Zaradi sanitarnih in verskih razlogov so trupla mrtvih včasih maziljena. V srednjeveškem in zgodnjem novoveškem krščanstvu je bila praksa povezana predvsem z zaščito pred vampirji in ghouli, ki bi se drugače lahko polastili trupla.

### Gostoljubnost
Maziljenje gostov z oljem kot znamenje gostoljubja in časti je zapisano v Egiptu, Grčiji in Rimu, pa tudi v hebrejskih spisih. To je bila običajna navada pri starih Hebrejcih in se je nadaljevala med Arabci v 20. stoletju.

### Religija
V simpatični magiji, ki je skupna prazgodovinskim in primitivnim religijam, se maščoba žrtvenih živali in ljudi pogosto šteje za močan čar, takoj za krvjo kot nosilcem in sedežem življenja. Vzhodnoafriški Arabci so se tradicionalno mazali z levjo maščobo, da bi pridobili pogum in vzbujali strah pri drugih živalih. Avstralski aborigini so se drgnili z žrtvino maščobo, da bi pridobili njegove moči.
V religijah, kot je krščanstvo, kjer se žrtvovanje živali ne izvaja več, je običajno, da se olje posveti v posebnem obredu.